# 31599 Chloesherry
31599 Chloesherry è un asteroide della fascia principale. Scoperto nel 1999, presenta un'orbita caratterizzata da un semiasse maggiore pari a 2,3393460 au e da un'eccentricità di 0,0897533, inclinata di 8,19671° rispetto all'eclittica.
L'asteroide è dedicato alla studentessa statunitense Chloe Sherry.